# 內泰洛韋
48°06′09″N 37°32′58″E / 48.10250°N 37.54944°E

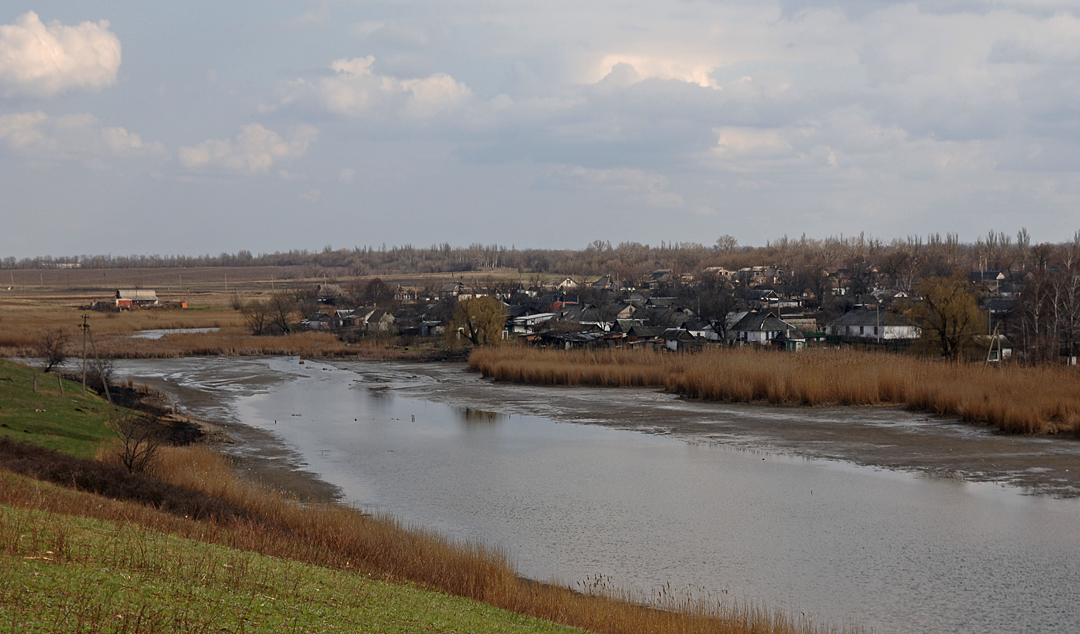
村内池塘

內泰洛韋（烏克蘭語：Нетайлове）是位於乌克兰東部的村莊，由顿涅茨克州波克羅夫斯克區的奥切雷蒂内市镇負責管轄。

## 歷史
在俄乌战争的乌克兰东部战役裡，俄方從他們控制的頓涅茨克市沿著E50公路前進，有望抵達波克羅夫斯克。可是他們在成功佔領皮斯基後，已因烏方的火力阻檔而寸步難行，未能奪下內泰洛韋。截至2023年4月初，該村仍由烏方控制。2024年5月27日，俄羅斯聲稱佔領當地。

## 人口統計
根據 2001年烏克蘭人口普查，村民人口為1141人，他們的母語分配如下：
- 乌克兰语：52.1%
- 俄语47.4%
- 其他：0.5%